# Menella spinosa
Menella spinosa is een zachte koraalsoort uit de familie Plexauridae. De koraalsoort komt uit het geslacht Menella. Menella spinosa werd in 1908 voor het eerst wetenschappelijk beschreven door Kükenthal. 